# Matrimonio igualitario en Irlanda
El matrimonio igualitario en Irlanda es legal desde el 23 de mayo de 2015, fecha en que se confirmó el resultado del referéndum popular celebrado un día antes. El matrimonio igualitario pasó a ser reconocido por el artículo 41 de la Carta Magna, lo que le concede protección constitucional y le equipara con el matrimonio convencional.

## Referéndum constitucional de 2015
El 23 de mayo de 2015 Irlanda se convirtió en el primer país del mundo en aprobar el matrimonio entre personas del mismo sexo mediante referéndum popular. El referéndum se realizó el 22 de mayo y, con una participación del 60,52% del electorado reflejó unos resultados del 62% de votos a favor (1.201.607 votos) frente al 38% en contra (734.300 votos). En la papeleta del referéndum, el electorado debía contestar con un «sí» o un «no» a la propuesta del Gobierno irlandés, de coalición entre conservadores y laboristas, sobre si el «matrimonio puede ser contraído de acuerdo con la ley por dos personas sin distinción de su sexo». Irlanda ya promulgó en 2010 la ley de Relaciones Civiles que concedía reconocimiento legal a las parejas de hecho del mismo sexo. 
Es especialmente llamativo el profundo cambio ideológico de una sociedad mayoritariamente católica donde la homosexualidad no fue despenalizada hasta 1993 y la ley del divorcio no llegó hasta 1995. Las uniones civiles homosexuales fueron aprobadas cuatro años atrás. En una sociedad donde, tradicionalmente, las instituciones religiosas han tenido un gran poder, el plebiscito supone todo un símbolo. Se cree que el principal motor de este cambio es el desapego de la sociedad a una Iglesia salpicada por numerosos escándalos de abusos sexuales. La victoria del "sí" en el referéndum ha sido enormemente celebrada en las redes sociales así como en los medios de comunicación nacionales y ha tenido una difusión a nivel global. De hecho, el referéndum ha servido de impulso para el reclamo de otras asociaciones LGTB como la italiana, una sociedad también católica y conservadora.

Mapa de las circunscripciones de Irlanda :
Sí
No